# ヘヴィサイドの階段関数
ヘヴィサイドの階段関数（、英: Heaviside step function）は、正負の引数に対しそれぞれ 1, 0 を返す階段関数
{\displaystyle {\begin{aligned}H(x)&={\begin{cases}0&(x<0)\\1&(x>0)\end{cases}}\\&={\dfrac {x+|x|}{2|x|}}\quad (x\neq 0)\end{aligned}}}

x = 0 で 1/2 の値をとる階段関数

である。名称はオリヴァー・ヘヴィサイドにちなむ。ヘヴィサイド関数と呼ばれることもある。通常、H(x) や Y(x) などで表されることが多い。
単位ステップ関数と似ているが、こちらは
{\displaystyle {\begin{aligned}U(x)&={\begin{cases}0&(x\leqq 0)\\1&(x>0)\end{cases}}\\&={\begin{cases}0&(x=0)\\{\dfrac {x+|x|}{2|x|}}&(x\neq 0)\end{cases}}\end{aligned}}}
と x = 0 の時も0の値を持つものとして定義される。切断冪関数の0乗。

## 不連続性
階段関数は、x < 0 または x > 0 の範囲で連続であるが, x = 0 で値 c をとるものとして階段関数 
{\displaystyle {\begin{aligned}H_{c}(x)&={\begin{cases}0&(x<0)\\c&(x=0)\\1&(x>0)\end{cases}}\\&={\begin{cases}c&(x=0)\\{\dfrac {x+|x|}{2|x|}}&(x\neq 0)\end{cases}}\end{aligned}}}
を実数全体の集合 {\displaystyle \mathbb {R} } 上の関数 {\displaystyle H_{c}\colon \,\mathbb {R} \to \mathbb {R} } と考えるならば、c をどのように定めても原点 x = 0 で不連続である。c の値は必要に応じて都合のよい値を選ぶことができるが、c = 0, 1/2, 1 などがしばしば用いられ、それぞれ
| {\displaystyle {\begin{aligned}H_{0}(x)&={\begin{cases}0&(x\leqq 0)\\1&(x>0)\end{cases}}\\&={\begin{cases}0&(x=0)\\{\dfrac {x+\|x\|}{2\|x\|}}&(x\neq 0)\end{cases}}\end{aligned}}} | {\displaystyle {\begin{aligned}H_{1/2}(x)&={\begin{cases}0&(x<0)\\{\dfrac {1}{2}}&(x=0)\\1&(x>0)\end{cases}}\\&={\begin{cases}{\dfrac {1}{2}}&(x=0)\\{\dfrac {x+\|x\|}{2\|x\|}}&(x\neq 0)\end{cases}}\end{aligned}}} | {\displaystyle {\begin{aligned}H_{1}(x)&={\begin{cases}0&(x<0)\\1&(x\geqq 0)\end{cases}}\\&={\begin{cases}1&(x=0)\\{\dfrac {x+\|x\|}{2\|x\|}}&(x\neq 0)\end{cases}}\end{aligned}}} |

である。また、
{\displaystyle H_{1}(x)=1-U(-x)=\lim _{t\to x-0}U(t)}

{\displaystyle H_{0}(x)=U(x)}

{\displaystyle H_{c}(x)=cH_{1}(x)+(1-c)H_{0}(x)}

{\displaystyle H_{1/2}(x)={\frac {1+\operatorname {sgn}(x)}{2}}}
と表すことができる。関数 sgn は符号関数である。

## 階段関数の密度とデルタ関数
ディラックのデルタ関数 δと区間 {\displaystyle (-\infty ,x]} の定義関数 {\displaystyle \chi _{(-\infty ,x]}} に対し
{\displaystyle \int _{-\infty }^{x}\delta (t)dt:=\int _{-\infty }^{\infty }\chi _{(-\infty ,x]}(t)\delta (t)dt=\chi _{(-\infty ,x]}(0)}
とおくと、これは x < 0 のとき区間 {\displaystyle (-\infty ,x]} は 0 を含まず、x ≧ 0 のとき区間 {\displaystyle (-\infty ,x]} が 0 を含むことから
{\displaystyle \chi _{(-\infty ,x]}(0)={\begin{cases}0&(x<0)\\1&(x\geqq 0)\end{cases}}}
となる。つまり
{\displaystyle H_{1}(x)=\int _{-\infty }^{x}\delta (\xi )d\xi }
と表される。この意味でヘヴィサイドの階段関数はディラックのデルタ関数を確率密度関数とするときの累積分布関数に相当する。